# 콜로니아 하르딘역
콜로니아 하르딘 역(스페인어: Colonia Jardín)은 마드리드 지하철 10호선과 마드리드 경전철의 2호선, 3호선이 만나는 환승역이다. 마드리드 라티나 구에 위치해 있다. 요금구역상으로는 A구역에 속한다.

## 역사
2002년 10월 22일 10호선 연장구간 개통과 함께 처음 문을 열었다. 한동안 10호선의 시종착역이었다가 2003년 4월 푸에르타 델 수르 역까지 다시 연장되면서 일반역이 되었다. 그로부터 5년 뒤인 2007년 7월 27일에는 마드리드 경전철 2호선과 3호선이 개통되면서 이곳을 시종착역으로 삼았고, 환승역이 되었다.
2014년 6월 28일부터는 10호선에서 이 역에서부터 푸에르타 델 수르 역까지의 전 구간이 선로 시설개선 공사에 들어가면서 잠시 시종착역 역할을 맡게 되었다. 공사에는 총 1250억 유로의 예산이 투입되었으며, 공사가 끝나면 기존 표정속도인 시속 30km에서 시속 70km까지 늘어날 것으로 예상되었다. 이후 2014년 9월 1일에 공사가 마무리되어 운행을 재개했다.

## 환승 정보
역 주변에 시내버스 정류장이 세 곳 있으며, 시외버스 터미널도 있어 이곳으로 수많은 노선이 정차한다.
버스
- 시내버스
  - 65, H번 노선 (주간)
- 시외버스
  - 532, 560, 561, 561A, 561B, 562, 563, 564, 571, 572, 573, 574, 591번 노선 (주간)
  - N905번 노선 (야간)

지하철
| 마드리드 지하철                     | 마드리드 지하철        | 마드리드 지하철                            |
| ----------------------------------- | ---------------------- | ------------------------------------------ |
| 카사 데 캄포 오스피탈 인판타 소피아 | 마드리드 지하철 10호선 | 아비아시온 에스파뇰라 푸에르타 델 수르     |
| 마드리드 경전철                     |                        |                                            |
| 시·종착역                           | 마드리드 경전철 2호선  | 프라도 데 라 베가 아라바카                 |
| 시·종착역                           | 마드리드 경전철 3호선  | 시우다드 데 라 이마헨 푸에르타 데 보아디야 |